# Danielson (Connecticut)
Danielson é um distrito localizado no estado americano de Connecticut, no Condado de Windham.

## Demografia
Segundo o censo americano de 2000, a sua população era de 4265 habitantes.
Em 2006, foi estimada uma população de 4306, um aumento de 41 (1.0%).

## Geografia
De acordo com o United States Census Bureau tem uma área de
3,2 km², dos quais 2,9 km² cobertos por terra e 0,3 km² cobertos por água. Danielson localiza-se a aproximadamente 84 m acima do nível do mar.

## Localidades na vizinhança
O diagrama seguinte representa as localidades num raio de 16 km ao redor de Danielson.